# Joan Barat i Creus
Joan Barat i Creus (Barcelona, 31 de gener de 1918 — Barcelona, 12 de gener de 1996) va ser un poeta i escriptor català. Va publicar diversos llibres, tant de poesia, com de novel·la i narrativa, entre els quals destaca Diari del captaire, on Barat ens presenta una visió personal de la ciutat de París. Va ser redactor actiu a la revista Ariel i va ser un dels promotors del Diccionari Català-Valencià-Balear. L'any 1950 va guanyar la viola als Jocs Florals de la Llengua Catalana de Perpinyà amb la seva novel·la Testimoni del silenci; el 1962 va aconseguir la Flor Natural als Jocs Florals de Tolosa de Llenguadoc amb De llevant a ponent.

## Obres
Poesia
- Poemes (Barcelona, 1947)
- Testimoni del silenci (Barcelona, 1952)
- Seguint el temps (Barcelona, 1956), editat dins la col·lecció Llibres de l'Óssa Menor

Novel·la
- Diari del captaire (Barcelona, 1958). Reedició a Ela Geminada (2022).
- La columna trencada (Barcelona, 1958)
- Això va passar a Gualba (Barcelona, 1976)

Narrativa
- Històries de la terra de tot temps (Barcelona, 1983)